# Humanum genus
Humanum genus est une encyclique du pape Léon XIII, donnée le 20 avril 1884, qui condamne « le relativisme philosophique et moral de la franc-maçonnerie  ». Cette encyclique établit l'incompatibilité entre la franc-maçonnerie et la religion chrétienne et défend, en outre, aux chrétiens de s'y affilier.

## Contexte
La lettre encyclique du pape Léon XIII intervient notamment dans le contexte du programme de laïcisation de l'enseignement scolaire, perçu comme une menace par l'Église et dénoncé dans le texte. De manière générale, Léon XIII s'inquiète d'un climat politique et social hostile aux chrétiens catholiques, notamment perceptible par l'accès par des francs-maçons à des postes politiques importants dans des pays chrétiens.
Par exemple, l'unification récente de l'Italie, qui a conduit à la fin des États pontificaux et au début de la question romaine, a notamment été conduite par Giuseppe Garibaldi, franc-maçon. En France, Léon Gambetta, initié en 1869 à la franc-maçonnerie, est député et ministre de la jeune Troisième République.  
Cette conjoncture motive la rédaction d'une nouvelle mise en garde contre la franc-maçonnerie, qui prend une ampleur particulière à la fin du XIXe siècle.

## Contenu
Cette lettre encyclique entend résolument interdire aux chrétiens l'adhésion aux loges maçonniques. Empruntant un raisonnement basé sur les célèbres deux cités d'Augustin d'Hippone, le texte de l'encyclique démontre l'incompatibilité sur le plan des idées entre les idéaux maçonniques et la révélation chrétienne.
L'encyclique condamne également le relativisme, propre à la franc-maçonnerie, qui n'empêche pas ses membres d'adhérer à une religion mais sans en recommander ou en rejeter aucune. En outre, la quête maçonnique de la vérité empêche l'acceptation d'une morale objective révélée autrement que par la raison.
Les références citées sont In eminenti apostolatus specula, Arcanum divinae, Quo Graviora, Diuturnum (de) et Quod apostoli muneris.

## Critique
Jean-Philippe Schreiber explique que l'encyclique formalise et officialise, en les intégrant au discours officiel de l'Église catholique, les discours complotistes antérieurs tenus à charge des francs-maçons, notamment par l'abbé Barruel. Il considère que « Humanum Genus développe une vision anxiogène du monde, une pensée paranoïde qui généralise le soupçon » et conclut que « même s’il faut se garder de voir l’antimaçonnisme comme un système de pensée structuré et cohérent, il a cette caractéristique de contenir en germe l’essentiel du discours sur la conspiration qui se propagera au XXe siècle et d’avoir permis de séculariser des arguments théologiques ou apologétiques, le complot contre la Vérité, la doctrine secrète et l’hérésie, la Révolution contre l’eschatologie, le mensonge diabolique, qui ont contribué à donner à la théorie du complot une force performative peu ordinaire mais néanmoins tangible ».